# Palais Ansermin
Le palais Ansermin est un bâtiment historique situé entre la place Plouves et la rue de la Porte prétorienne, à Aoste, en Vallée d'Aoste, en Italie.

## Histoire
La date de construction de ce palais reste incertaine. Sa présence est cependant attestée en 1730, année où Jean-Baptiste de Tillier le représente graphiquement dans son Plan de la ville d'Aoste, de ses faubourgs et de leurs environs, dans leur état présent. MDCCXXX. L'édifice figure également sur la carte de 1853 réalisée par Édouard Aubert.
Selon l'historien Alessandro Liviero, dans sa relation et recherche historique intitulée Histoire du Palais des barons de Nus, réalisée en 2005, la construction aurait commencé en 1688 et aurait été commandée par François-René de Nus. Il est presque certain que le palais actuel résulte de l'union de plusieurs structures antérieures. Concernant les deux façades, seule celle donnant sur la place Plouves est achevée. Quant à celle sur la rue de la Porte prétorienne, certaines sources suggèrent que son état d’abandon partiel est dû à l'épuisement des ressources financières de François-René de Nus, qui fut contraint de laisser le projet inachevé. Au début du XIXe siècle, la propriété passa à la famille Ansermin, originaire du Valpelline et alors propriétaire des mines d'Ollomont.
Au cours des dernières décennies, la façade méridionale du palais a fait l'objet de restaurations conservatrices, lesquelles ont porté non seulement sur les surfaces, mais aussi sur les structures murales. Ce travail a permis d'identifier les différentes phases d'ajout de nouveaux corps aux bâtiments préexistants, redéfinissant ainsi les volumes du palais du XVIIe siècle. Les enduits originaux ont fait l'objet d'un soin particulier, tout comme les décorations en stuc à l'entrée principale, un blason divisé porté par des griffons ailés, ainsi que les fragments de fresques conservées sur les avancées latérales.
Aujourd'hui, Le bâtiment est divisé en plusieurs unités et abrite des commerces, un café et plusieurs appartements privés.

## Fresques

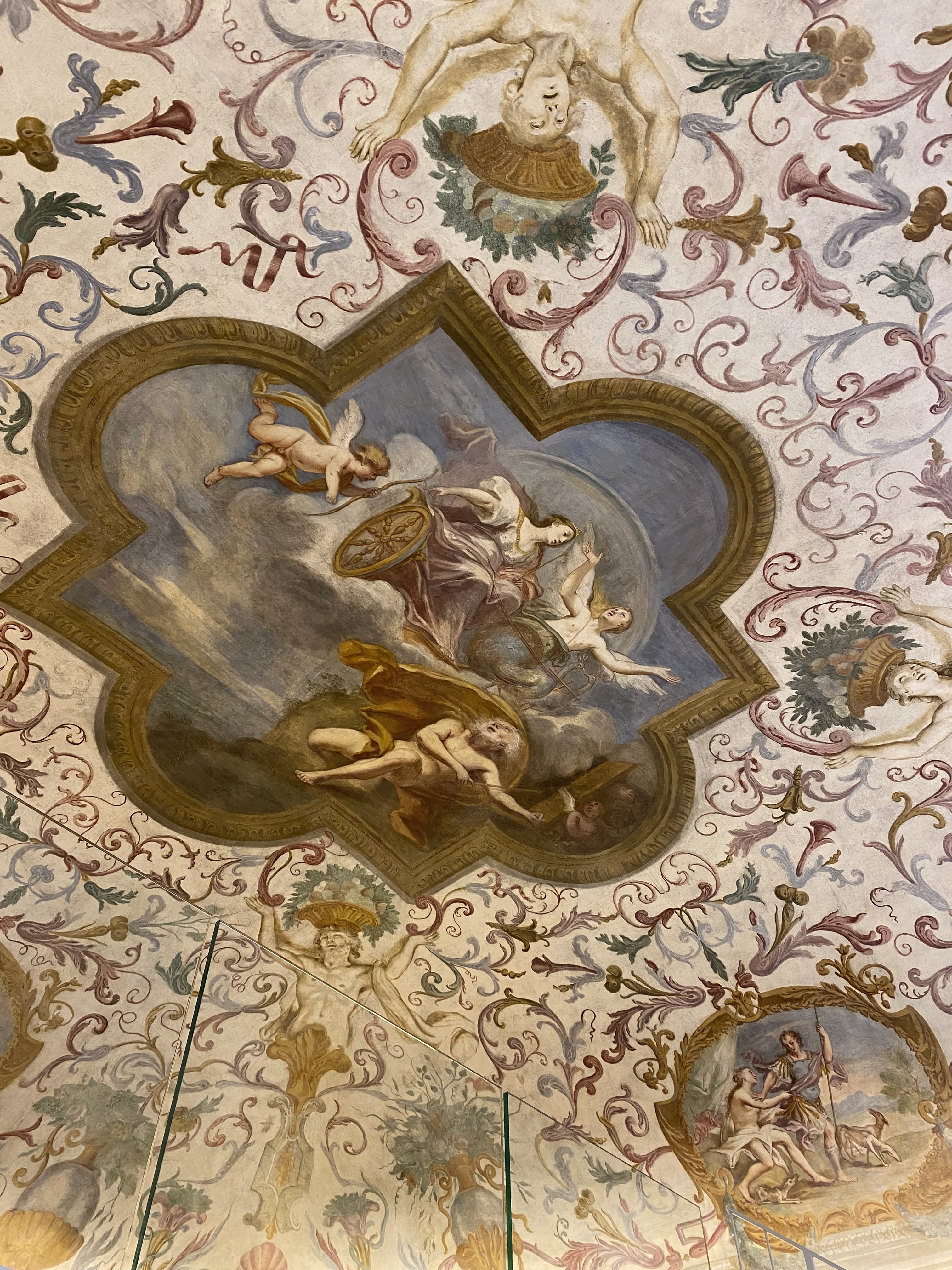
Détail du plafond décoré dans un des appartements du palais Ansermin.

À l'intérieur de l'un des appartements privés, on trouve un plafond décoré de fresques datant du XVIIe siècle. Ces fresques avaient déjà été observées au début du XXe siècle par le chanoine Dominique Noussan. Elles illustrent des scènes de l’histoire d'Énée et Junon, de Vénus et Adonis et du Rapt de Proserpine.